# التتويج في آسيا
التتويج في آسيا بالمعنى الدقيق للكلمة كان نادرًا وتاريخيًا، حيث لم يشرع سوى عدد قليل من الممالك، في غرب آسيا بشكل أساسي، في تبني مفهوم أن وضع التاج يرمز إلى تنصيب الملك. بدلاً من ذلك، استخدمت معظم الأنظمة الملكية في آسيا شكلاً من أشكال التزكية أو الاحتفال، حيث يصعد الملك رسميًا إلى العرش، وقد يتم تقديمه بشعارات ملكية معينة، وقد يتلقى تحية من رعاياه. يغطي هذا المقال كلاً من التتويج والتمجيد.

## التتويج حسب البلد

### بوتان
يتوج ملوك بوتان في حفل بوذي خاص يتضمن تقديم صلاة الطقوس المختلفة من قبل الملك الجديد والعائلة المالكة وغيرها من الشخصيات البارزة. يرتدي الملك إكليل خاص يُعرف باسم "غراب التاج"، وهو رمز ليس فقط لسلطته الخاصة، ولكن أيضًا للإله الحامي ذي الوجه الغاضب في بوتان، ليجون ياروج دونغشن. كما هو الحال في نيبال المجاورة (قبل عام 2008)، يتم تحديد التاريخ الدقيق للطقوس من قبل المنجمين في المحكمة.

### بروناي
سلطنة بروناي هي التي تقوم بتتويج حاكمها. أقيم التتويج الأخير في 1 أغسطس 1968، للسلطان الحالي، حسن البلقية في لاباو، أو في قاعة الاحتفالات. يتم عرض عناصر مختلفة من الزي الملكي في مبنى الزي الملكي في عاصمة بندر سري بكاوان.

### كمبوديا
يتوج ملك كمبوديا في حفل يجمع بين العناصر البراهمانية والبوذية. يبدأ الملك الجديد طقوس تتويجه داخل القصر الملكي في بنوم بنه بوضع إكليل من الياسمين فوق وسادة ذهبية. ثم ينحني قبل القرابين، يضيء حزمة من البخور ويضعها حول الطاولة قبل الجلوس على الأرضية المغطاة بالسجاد الأحمر. يتم قراءة الصلوات، تتخللها صوت أبواق المحارة. بعد ذلك يدخل الحاكم قاعة العرش تيفيا فينيتشاي، حيث يشعل شمعة قوية مغطاة بزجاج مذهّب بالذهب. هذه الشمعة، التي تمثل النصر طوال فترة حكم الملك، تبقى مشتعلة حتى اليوم الأخير من مهرجان التتويج. ثم تسعة من الرهبان البوذيين يرشّوا الملك مع براعم الياسمين. أخيرًا، يشق الملك طريقه إلى العرش، راكعًا عليه ثلاث مرات قبل أن يتراجع إلى منطقته الخاصة في القصر.
يبدأ اليوم التالي مع الملك الجديد الذي بطقوس الاستحمام في المياه المستخرجة من جبال كولين، حيث يعتقد من قبل الملكية الكمبودية أن مياهها نقية بشكل استثنائي. يقال إن الحمام يغسل شوائب الملك، ويزيد من مكانته. يتم نقل الملك الجديد في القصر إلى برياه ثينيانج ديفا فينيتشاي، أو قاعة العرش، على كرسي ذهبي، على رأس موكب كبير. يرتّل الرهبان البوذيون الذين يرتدون ملابس برتقالية، واحد عن كل سنة من حياة الملك بالإضافة إلى واحد أيضا. يصلي الملك أمام تماثيل أجداده داخل القاعة. بينما ينفخ القساوسة بأبواق المحارة في الخارج، يقوم الحاكم بعد ذلك بأداء اليمين الدستورية لمراقبة الدستور والحكم في مصلحة البلاد. بعد ذلك، يتلقى عناصر مختلفة من الشعارات الملكية، بما في ذلك قطة الكاليكو والنعال الذهبية والتاج الذهبي المرصع بالجواهر والسيف.
وقد أقيم آخر حفل في عام 2004 للملك الحالي، نورودوم سيهاموني. على عكس بعض الحكام الكمبوديين السابقين، اختار سيهاموني عدم ارتداء التاج أثناء التتويج.

### إيران

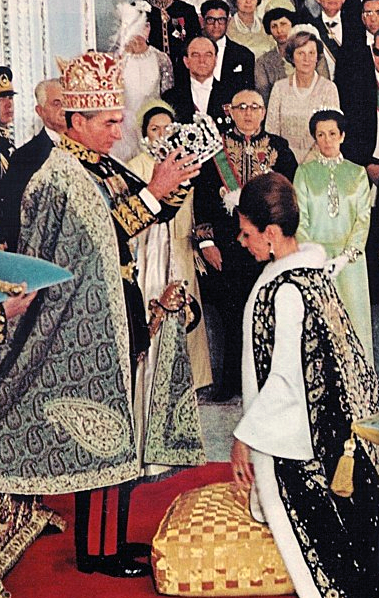
الشاه محمد رضا يتوّج زوجته الإمبراطورة فرح في حفل تتويجهما عام 1967.

توّج شاه الدولة البهلوية (أو إيران، بعد عام 1935) في طقوس تتويج متقنة نُظمت في العاصمة طهران. وكان آخرها تتويج الشاه محمد رضا بهلوي الإيراني في عام 1967. وتم الاحتفال في القاعة الكبرى لقصر جولستان، وبدأ مع المدخل الاحتفالي لولي العهد في قاعة التتويج. عند تجاوز الضيوف المجتمعين، أخذ الأمير مكانه أمام العرش الذي وضع على يسار عرش والده، حيث ظل واقفًا في انتظار وصول والديه.
بعد ذلك، دخلت الإمبراطورة فرح إلى الغرفة، تلتها ست خادمات شرف؛ وأعقب ذلك الشاه، يسبقه رؤساء الجيش الإيراني والبحرية والقوات الجوية. أخذ مكانه أمام عرش النداري، حيث تنحت زوجته له. تم إحضار تيجان الشاه والإمبراطورة إلى جانب نسخة من القرآن؛ عند ذلك، جلس الشاه على عرشه، ودعا كل الحاضرين للجلوس.
بدأ الحفل نفسه بتلاوة الإمام جمعة لعدة آيات من القرآن وتقديم صلاة تتويج خاصة، وبعدها قام الشاه بتقبيل الكتاب المقدس الإسلامي. بعد ذلك، تم تقديم عناصر مختلفة من المجوهرات الوطنية الإيرانية. حصل الشاه أولاً على حزام الزمرد، يليه السيف الإمبراطوري وروب. وأخيراً، تم تقديم تاج بهلوي، ووضعه الحاكم الإيراني على رأسه وفقًا للعادات الإيرانية. بعد ذلك، منح الشاه الصولجان الإمبراطوري، وبعد ذلك توج الإمبراطورة واستمع إلى ثلاث خطب. ثم قدم الشاه عنوانًا خاصًا به، وتلقى بعد ذلك تكريم جميع أفراد عائلته من الذكور.